# Casper (videojuego)
Casper es un videojuego, publicado por Absolute Entertainment, G3 Interactive, Funcom y Natsume en 1996, basado en la película Casper. El juego tuvo versiones para Super Nintendo Entertainment System, 3DO, Sega Saturn, PlayStation, Game Boy Color y Game Boy Advance.

## Videojuegos de Casper
1. Casper (1996)
2. Casper: The Interactive Adventure (1997)
3. Casper: Friends Around the World (2000)
4. Casper: Spirit Dimensions (2001)
5. Casper and The Ghostly Trio (2007)
6. Casper's Scare School (2008)
7. Casper: Midnight Mansion (2009)
8. Casper's Mystery Mirror (2009)[cita requerida]
9. Casper's Scare School: Classroom Capers (2010)